# Гуменюк, Леонид Стефанович
Леонид Стефанович Гуменю́к (1907 — ?) — советский военный инженер, лауреат Сталинской премии третьей степени (1950).

## Биография
Родился 3 июня 1907 года в Брянске. Член ВКП(б) с 1929 года.
С 1 ноября 1932 по 30 июля 1958 года на военной службе.
Со 2 августа 1941 года начальник группы Управления кораблестроения ВМФ на Черноморском флоте, руководил созданием службы по размагничиванию кораблей, капитан второго ранга (Севастополь, с 17 ноября 1941 — Поти). В 1942—1943 годах прикомандирован к штабу ККФ.
В дальнейшем — начальник 1-го отделения Управления кораблестроения ВМФ, капитан 1-го ранга.

## Награды и премии
- Сталинская премия третьей степени (1950) — за создание новой электроизмерительной аппаратуры
- два ордена Красного Знамени (5.2.1946, 21.8.1953)
- два ордена Красной Звезды (17.6.1942, 6.11.1947)
- орден Отечественной войны II степени (5.2.1946)
- медали